# Ablaincourt-Pressoir
Ablaincourt-Pressoir (picardisch Ablaincourt-Pressor) ist eine nordfranzösische Gemeinde mit 268 Einwohnern (Stand 1. Januar 2022) im Département Somme in der Region Hauts-de-France. Die Gemeinde gehört zum Kanton Ham und ist Teil der Communauté de communes Terre de Picardie.

## Geographie
Die aus der Fusion der beiden Gemeinden Ablaincourt und Pressoir im Jahr 1966 hervorgegangene Gemeinde liegt rund drei Kilometer nördlich von Chaulnes in der Santerre. Im Gemeindegebiet kreuzen sich die Autoroute A29 und die Autoroute A1. In Nord-Süd-Richtung wird die Gemeinde von der Hochgeschwindigkeitsbahnstrecke des LGV Nord durchzogen, der Bahnhof TGV Haute-Picardie, der so genannte „Zuckerrüben-Bahnhof“, liegt unmittelbar außerhalb des Gemeindegebiets überwiegend auf dem Gebiet der Nachbargemeinde Estrées-Deniécourt. Im Süden reicht die Gemeinde bis an das Gemeindegebiet von Chaulnes. Am Westrand der Gemeinde liegt ein Windpark (parc éolien). Der frühere Weiler Bovent besteht nicht mehr.

## Geschichte
Ablaincourt wird erstmals 1044 unter der Bezeichnung Habelinicurt genannt. 1215 besaß Jean I. de Nesle hier ein festes Schloss. 1648 trat die Familie de Blattepière das Gut an die Familie der Mathieu ab.
Im Ersten Weltkrieg wurden Ablaincourt und Pressoir in der Schlacht an der Somme vollständig zerstört.
Die Gemeinden erhielten als Auszeichnung das Croix de guerre 1914–1918.

## Einwohner
| 1962 | 1968 | 1975 | 1982 | 1990 | 1999 | 2006 | 2010 |
| ---- | ---- | ---- | ---- | ---- | ---- | ---- | ---- |
| 193  | 224  | 194  | 185  | 206  | 227  | 258  | 265  |

## Verwaltung
Bürgermeister (maire) ist seit 2008 Dany Domont.

## Persönlichkeiten
- Éloi Driencourt, Berater der Königin Maria Leszczyńska, geboren in Bovent.
- Jean-Louis Rambour, Dichter, lebt in Ablaincourt-Pressoir.
- Reinhard Sorge (1892–1916), deutscher Dichter, am 20. Juli 1916 auf einem Verbandsplatz in Ablaincourt verstorben und auf dem Soldatenfriedhof von Vermandovillers beigesetzt.